# レイミン・ラモス
レイミン・ラモス （Reimin Ramos、1996年4月27日 - ）は、ドミニカ共和国出身のプロ野球選手（投手）。右投右打。NPBでは育成選手であった。

## 経歴

### プロ入りとレイズ傘下時代
2015年にタンパベイ・レイズと契約。
2017年は傘下A級ボーリンググリーン・ホットロッズで28試合に登板し、4勝2敗6セーブ、防御率2.61をマーク。
2018年はA+級シャーロット・ストーンクラブズで8試合に登板し0勝2敗、防御率9.22に終わり、6月7日にリリースされた。2018年までのマイナー通算成績は、65試合登板、10勝6敗、防御率2.99。

### 巨人時代
2018年11月にドミニカ共和国で行われた読売ジャイアンツのトライアウトを受験し、合格。12月7日にイスラエル・モタとともに育成選手契約を結んだ。背番号は025。
2019年はイースタン・リーグで4試合に登板し、1勝0敗、防御率3.00の成績だった。
2020年はイースタン・リーグで9試合に登板し、0勝0敗、防御率0.84の成績だった。11月2日、戦力外通告が公示された。

### KAL大分時代
2022年6月23日に九州アジアリーグの大分B-リングスと契約を結んだ。
2シーズン在籍し、2023年のシーズン終了後に自由契約による退団が発表された。

## 詳細情報

### 年度別投手成績
- 一軍公式戦出場なし

### 独立リーグでの年度別投手成績
| 年 度     | 球 団     | 登 板 | 先 発 | 完 投 | 完 封 | 無 四 球 | 勝 利 | 敗 戦 | セ 丨 ブ | ホ 丨 ル ド | 勝 率 | 打 者 | 投 球 回 | 被 安 打 | 被 本 塁 打 | 与 四 球 | 敬 遠 | 与 死 球 | 奪 三 振 | 暴 投 | ボ 丨 ク | 失 点 | 自 責 点 | 防 御 率 | W H I P |
| --------- | --------- | ----- | ----- | ----- | ----- | -------- | ----- | ----- | -------- | ----------- | ----- | ----- | -------- | -------- | ----------- | -------- | ----- | -------- | -------- | ----- | -------- | ----- | -------- | -------- | ------- |
| 2022      | 大分      | 8     | 2     | 0     | 0     | 0        | 0     | 1     | 0        | 0           | .000  | 81    | 17.2     | 21       | 3           | 6        | -     | 2        | 17       | 1     | 0        | 14    | 14       | 7.13     | 1.53    |
| 2023      | 大分      | 22    | 21    | 1     | 0     | 0        | 5     | 9     | 0        | 1           | .357  | 466   | 102.1    | 105      | 3           | 62       | -     | 8        | 91       | 13    | 2        | 68    | 51       | 4.49     | 1.63    |
| 通算：2年 | 通算：2年 | 30    | 23    | 1     | 0     | 0        | 5     | 10    | 0        | 1           | .333  | 547   | 120.0    | 126      | 6           | 68       | -     | 10       | 108      | 14    | 2        | 82    | 65       | 4.88     | 1.62    |

- 2023年度シーズン終了時

### 背番号
- 025（2019年 - 2020年）
- 55（2022年）
- 29（2023年）